# Sam Graddy
Samuel Louis ("Sam") Graddy III, född den 10 februari 1964, är en amerikansk före detta friidrottare och utövare av amerikansk fotboll.
USA|
Graddy deltog vid Olympiska sommarspelen 1984 i Los Angeles där han blev silvermedaljör på 100 meter efter landsmannen Carl Lewis på tiden 10,19. Vid samma mästerskap var han tillsammans med Lewis, Ron Brown och Calvin Smith med i stafettlaget över 4 x 100 meter som vann guld på den nya världsrekordstiden 37,83. 
Graddy deltog även vid VM inomhus 1985 där han blev silvermedaljör på 60 meter efter Ben Johnson. 
Graddy spelade även amerikansk fotboll med lagen Denver Broncos och Los Angeles Raiders